# 日蓮宗什師会
日蓮宗什師会（にちれんしゅう じゅうしかい）は、日蓮宗所属の旧日什門流の諸寺院によって構成される組織。門流の本山である妙満寺は1947年（昭和二十二年）に日蓮宗より離脱し再独立したため、現在は4本山体制となっている。現在の会長は田中見定(茂原市法福寺住職)。

## 歴史
1941年（昭和十六年）、日蓮宗、顕本法華宗（日什門流）、本門宗（日興門流）の3宗派がそれぞれの組織を解消して対等合併（三派合同）し、新生日蓮宗が誕生する。
什門寺院は京都妙満寺が大本山に、会津妙法寺、会津妙国寺、品川妙國寺、品川本光寺、飯田本興寺、見付玄妙寺、吉美妙立寺、京都寂光寺が本山に列せられる。
1946年（昭和二十一年）、妙満寺貫首に晋山した中川日史が什門再独立派として日蓮宗からの離脱・再独立運動を始め、妙満寺は1947年（昭和二十二年）に日蓮宗より離脱する。
この運動に呼応した什門再独立派の約200ヶ寺が日蓮宗より離脱し1950年（昭和二十五年）に、顕本法華宗として再独立した。
一方、約180ヶ寺を擁する身延残留派は日蓮宗離脱阻止・祖山改革を掲げ、什門再独立派に対抗する組織を作り、これが現在の日蓮宗什師会となる。現在、僧籍は日蓮宗に所属し、修行や加行などは日蓮宗宗門養成の地にて行う。
現在でも興統法縁会と共に日蓮宗宗務院に参与1名が在籍する。現在の参与：渡邊日祥（見付玄妙寺貫首）
又、日蓮宗宗会にも興統法縁会と共に参与推薦の宗会議員1名が在籍する。現在の宗会議員：田邊木蓮（佐倉市妙経寺住職）

## 主な寺院
- 本山
  - 宝光山妙國寺　福島県会津若松市一箕町八幡字墓料
  - 法華山本興寺　神奈川県横浜市泉区上飯田町
  - 本立山玄妙寺　静岡県磐田市見付
  - 延兼山妙立寺　静岡県湖西市吉美

- 上総十ヶ寺
  - 宝珠山蓮照寺　千葉県大網白里市
  - 法流山本國寺　千葉県大網白里市。日什門流の檀林（宮谷檀林）
  - 宝珠山法光寺　千葉県東金市田中－昭和36年に日蓮宗から離脱し単立寺院となるが、平成23年、50年ぶりに日蓮宗に復帰した。(そもそも顕本法華宗の寺院だった歴史を考えると｢日蓮宗に復帰｣との表現も奇妙なものである)

## 参考資料
- 日蓮宗什師会『日什門流読本』 (2004年)